# Театр Марцелла

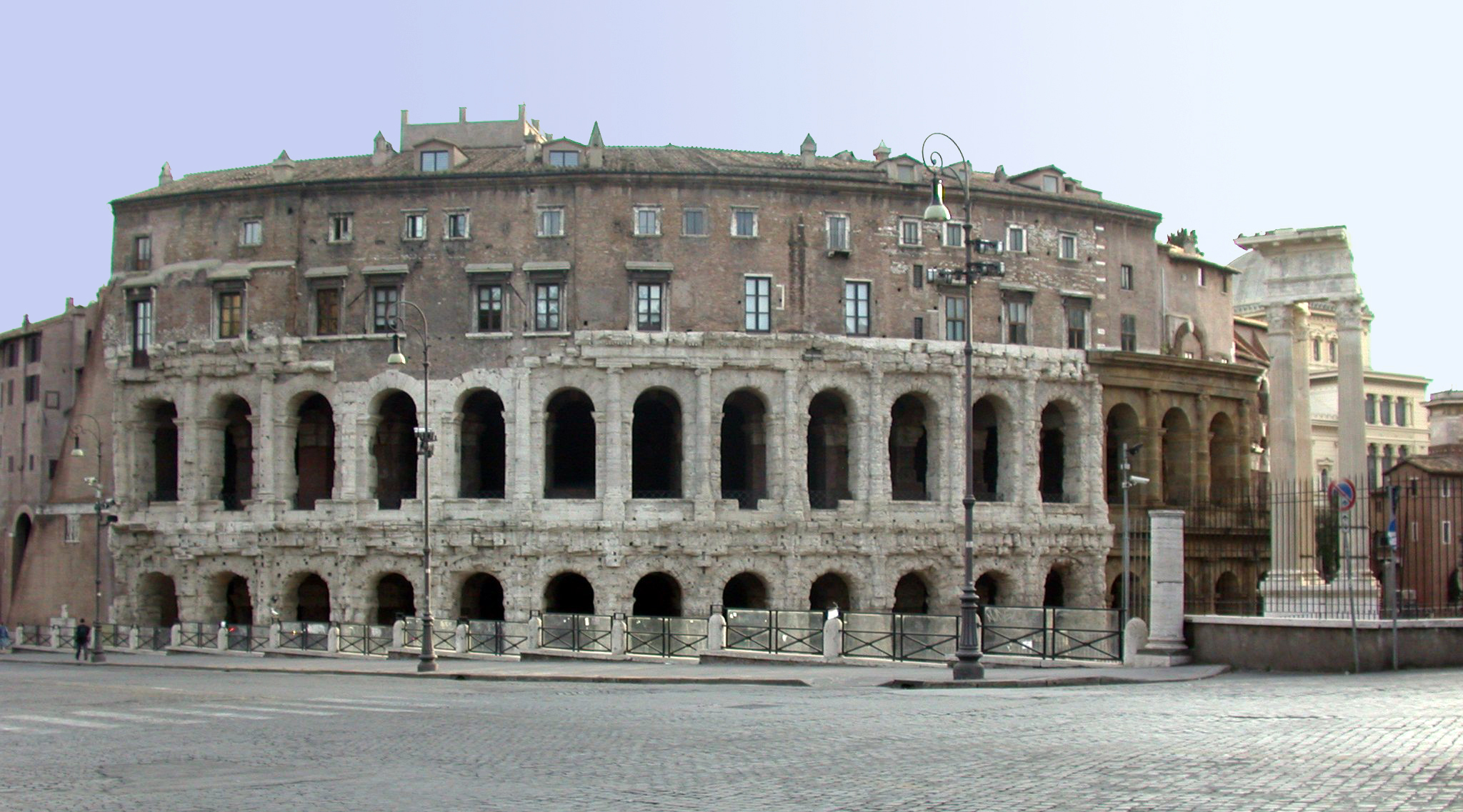
Театр Марцелла

Театр Марцелла (лат. Theatrum Marcelli) — театр біля правого берега Тибру в Римі, будівництво якого було задумано Юлієм Цезарем, а здійснено Октавіаном Августом, який в 12 до н. е. присвятив його пам'яті свого покійного племінника і призначеного наступника — Марка Клавдія Марцелла. 
При діаметрі в 111 метрів театр міг вмістити 11 тисяч глядачів. 
У Середньовіччя будівлю було перебудовано у фортецю, над якою був надбудований палац знатного сімейства Орсіні. Поруч з руїнами театру зберігся античний портик Октавії.

## Галерея

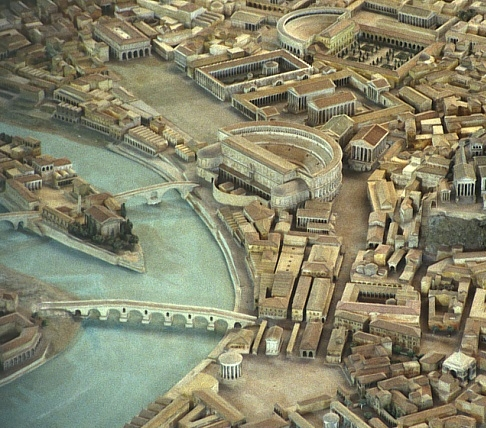
Театр на макеті стародавнього Риму
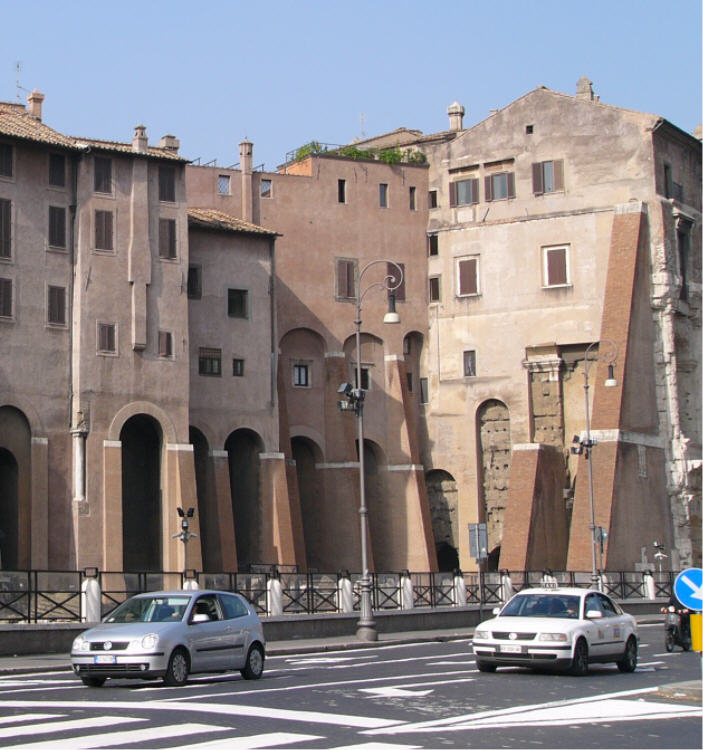
Задній план: Стіни з часів Орсіні
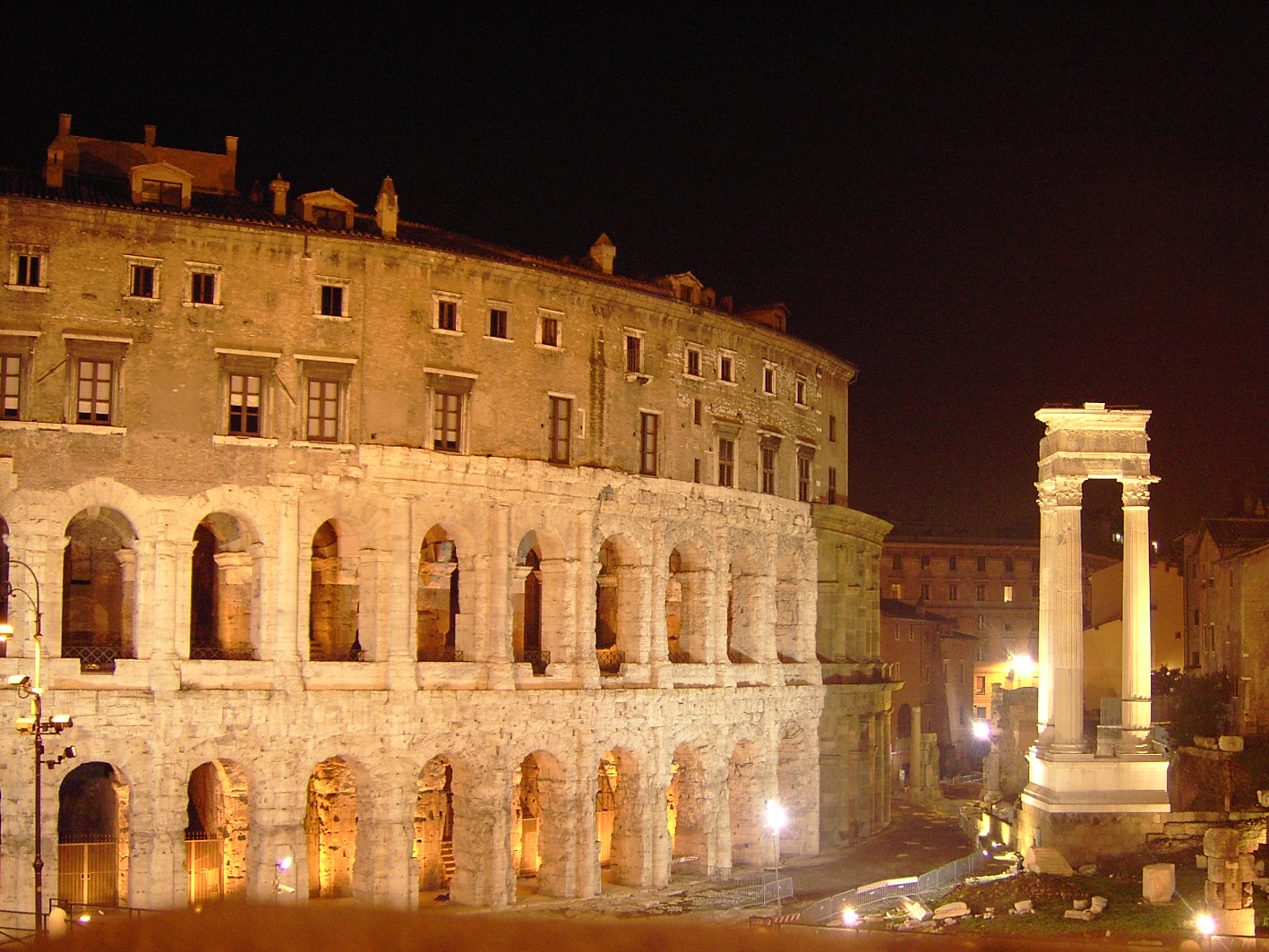
Вид з капітолія
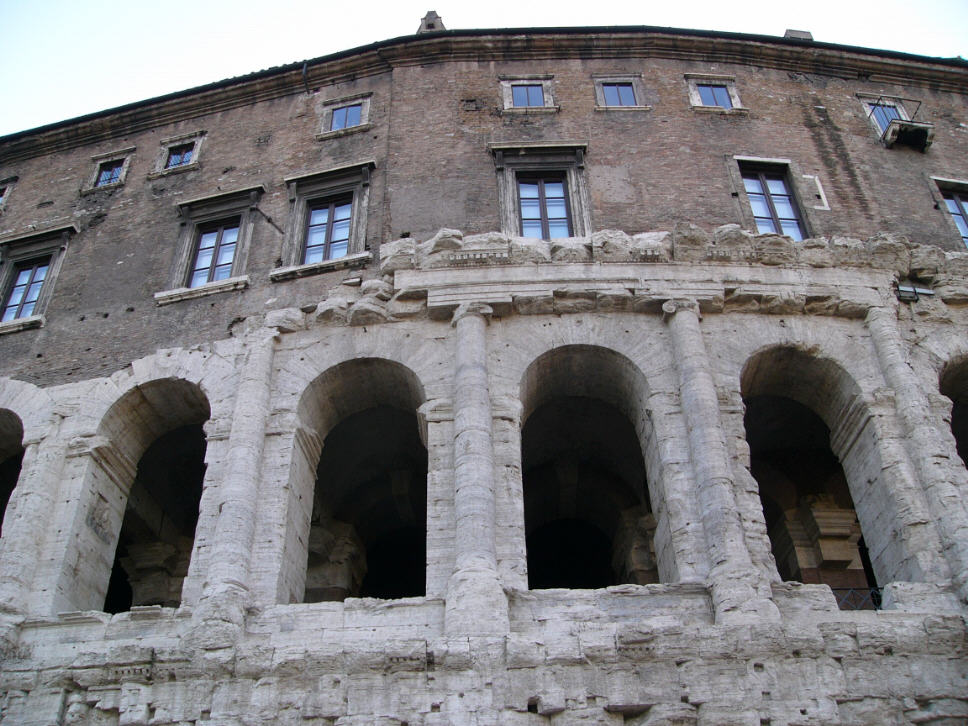
Деталь
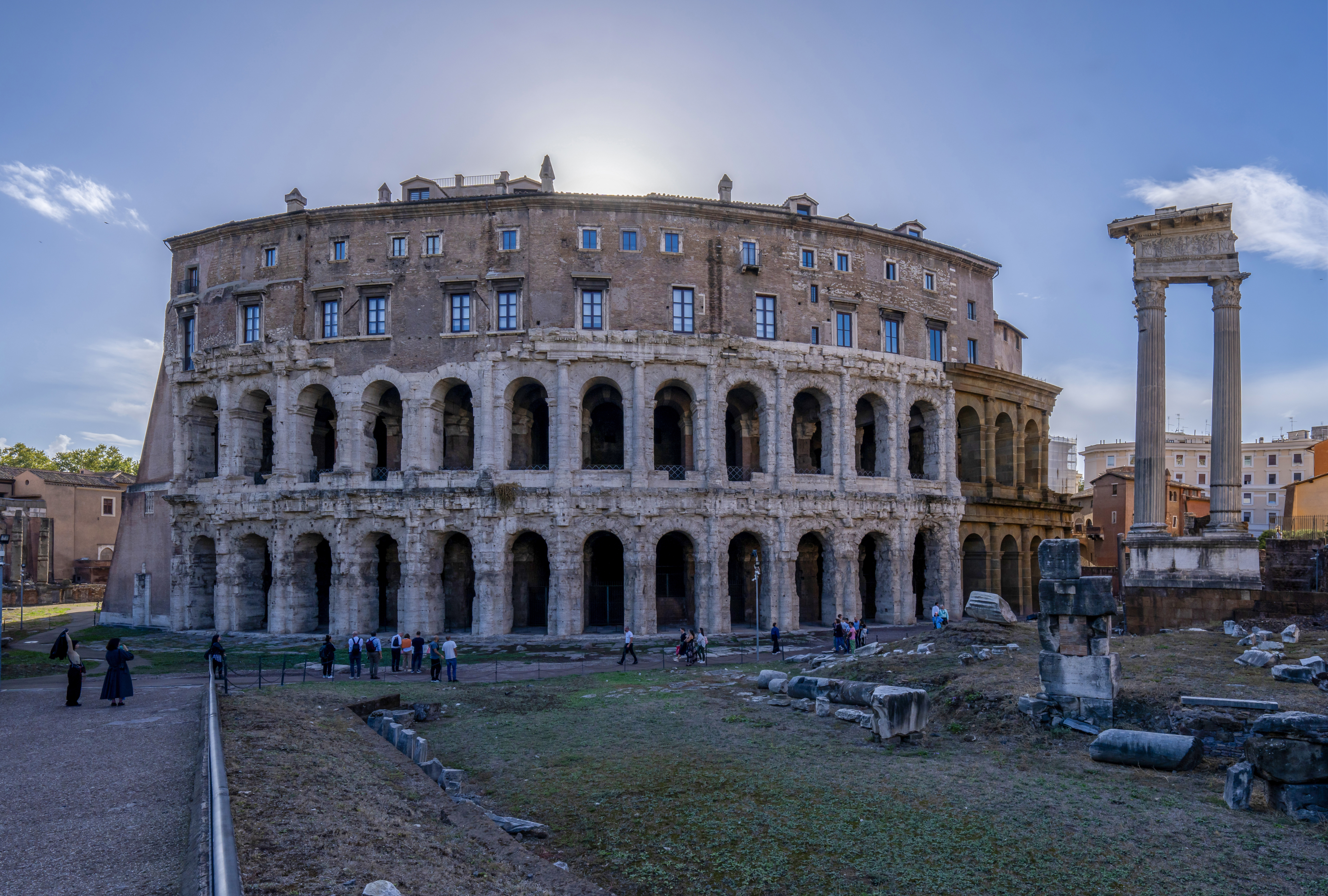
Північна сторона
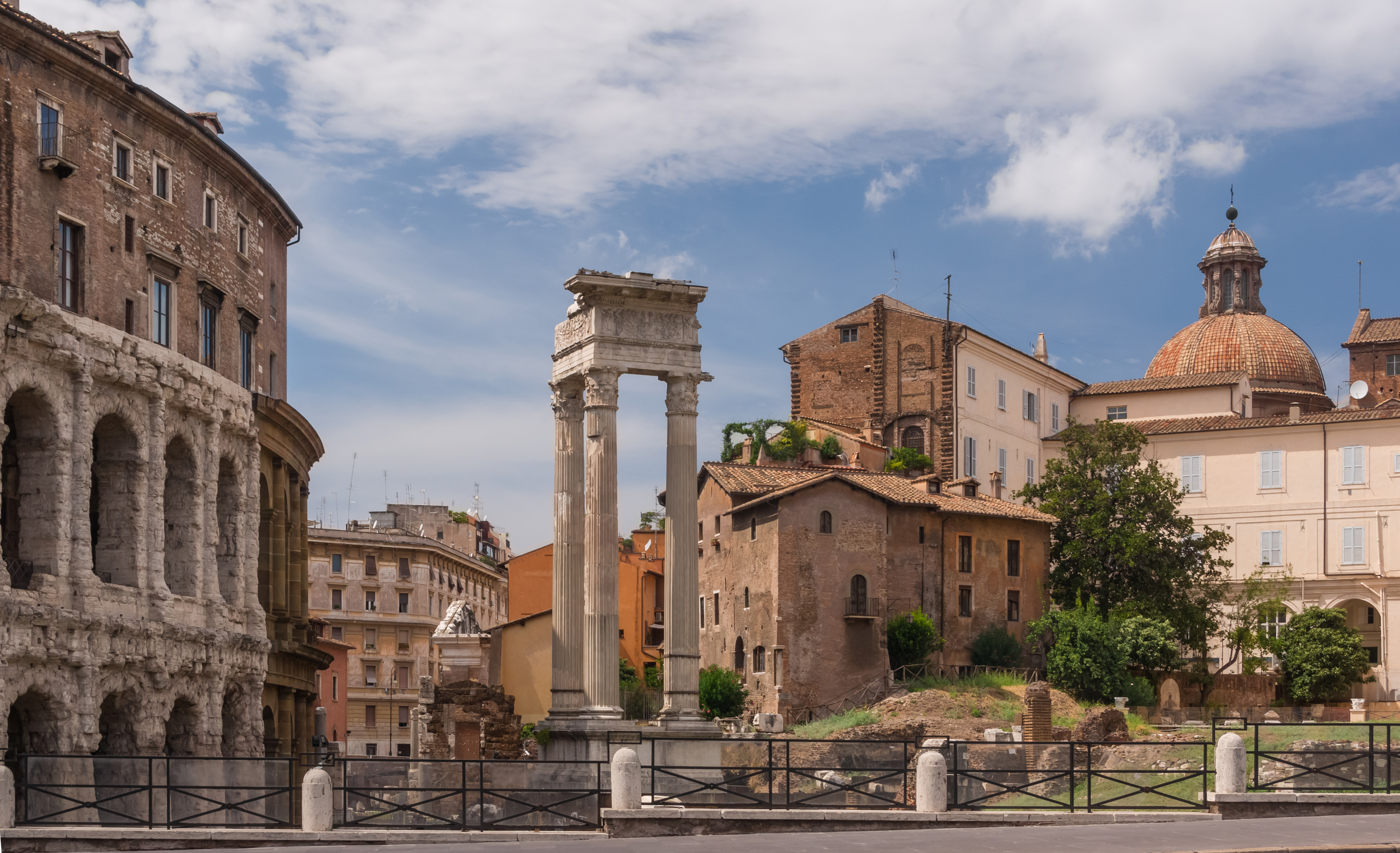
Театр, портик і храм Аполлона
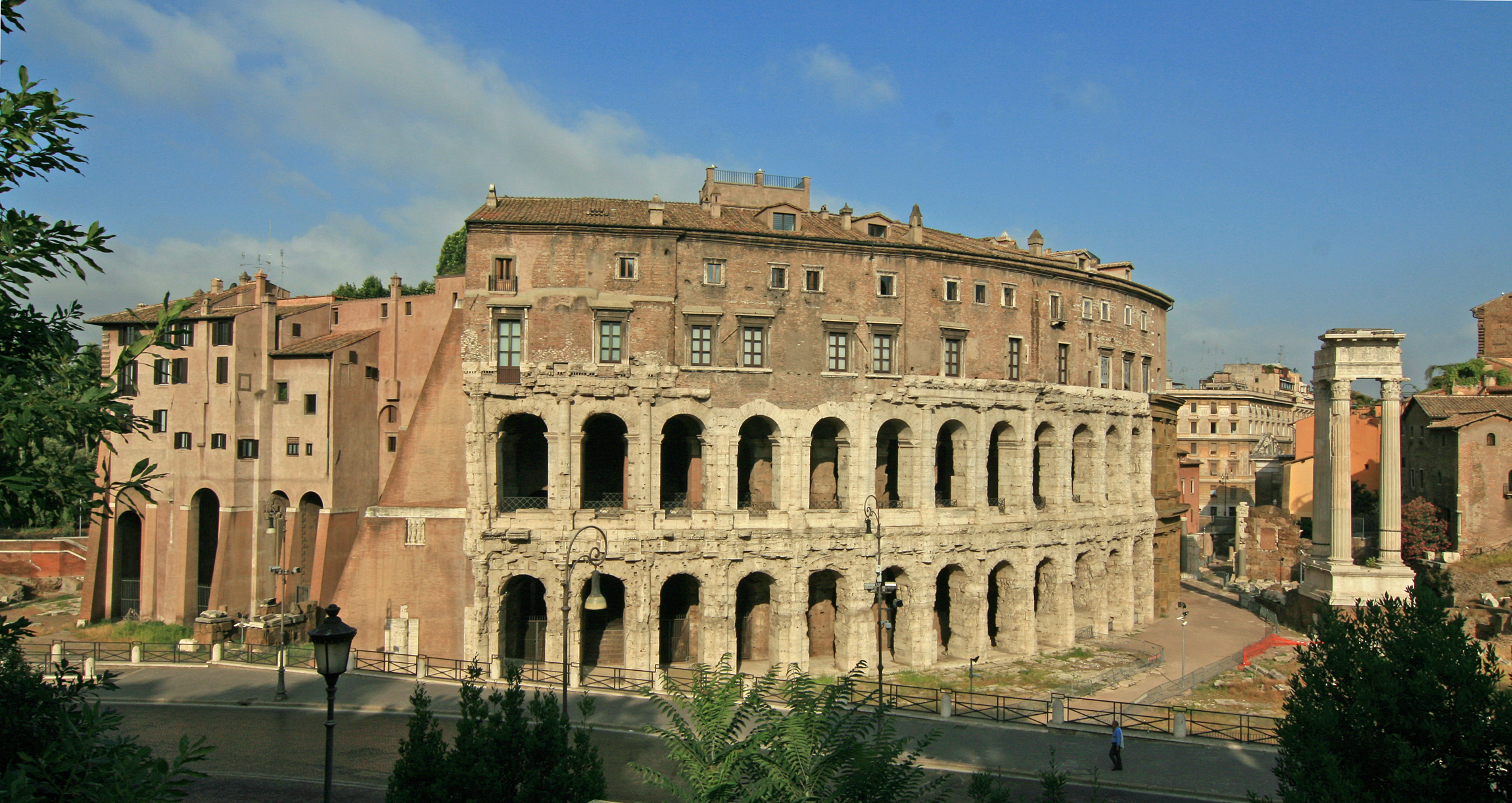
Палац, аркади та колони храму Аполлона
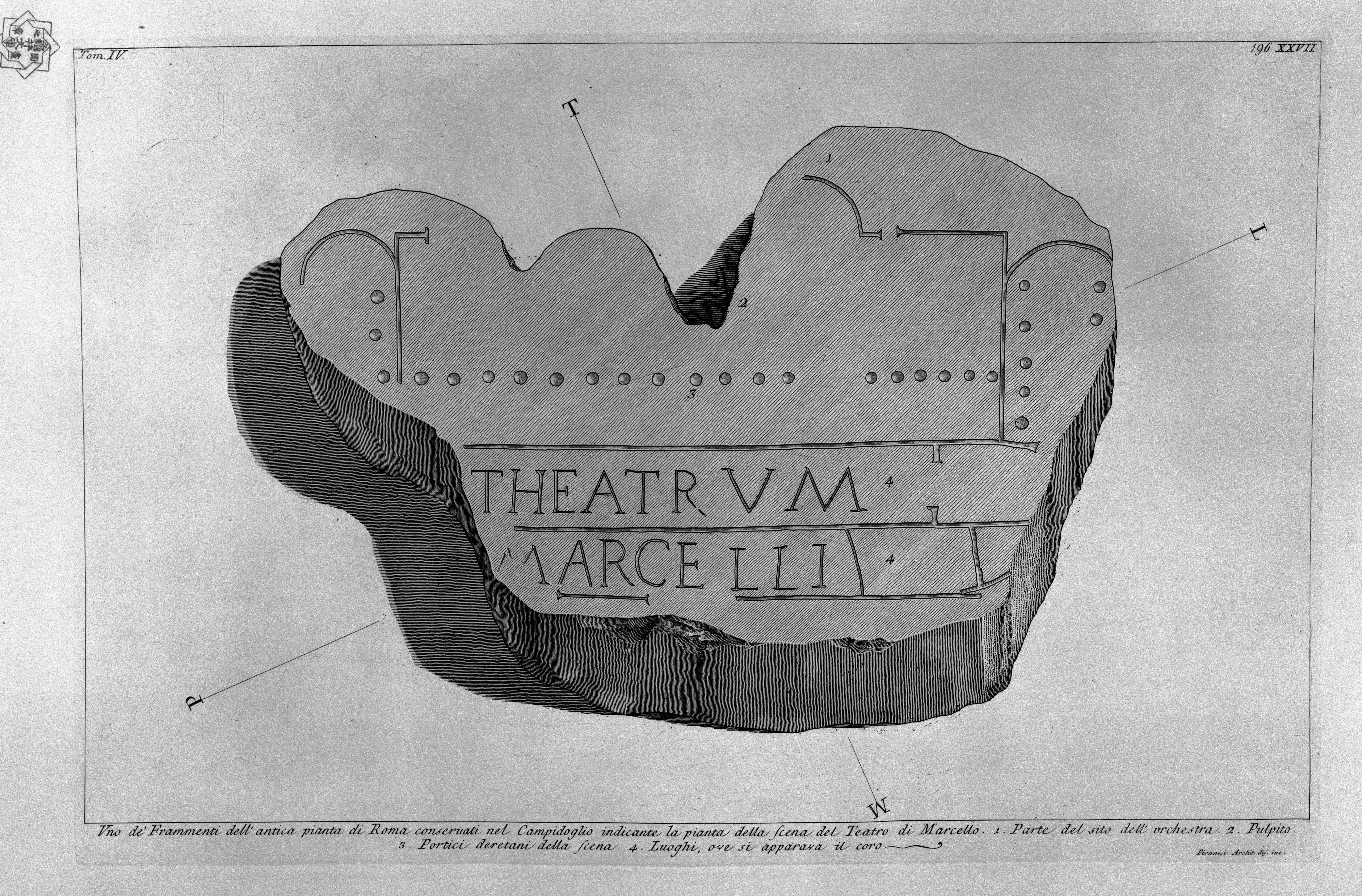
Forma Urbis